# Verbintenissenrecht
Verbintenissenrecht is een deelgebied van het burgerlijk recht. Het houdt zich bezig met de verbintenissen. Een verbintenis is het gevolg van een eenzijdige of tweezijdige rechtshandeling of van een feitelijke handeling (zoals een onrechtmatige daad) tussen rechtssubjecten. Het klassieke verbintenissenrecht is in Nederland en in België geregeld in het Burgerlijk Wetboek.
Het kan gaan om een verbintenis uit de wet, een verbintenis uit overeenkomst of een natuurlijke verbintenis. Tot de verbintenissen uit de wet behoren die welke voortvloeien uit een onrechtmatige daad. Voorbeelden van overeenkomsten zijn: koopovereenkomst, huurovereenkomst, arbeidsovereenkomst.

## Nederland
Boek 6 van het Nederlandse Burgerlijk Wetboek vormt het algemene gedeelte van het verbintenissenrecht. Indeling:
- Titel 1. Verbintenissen in het algemeen, met onder meer:
  - Afdeling 10. Wettelijke verplichtingen tot schadevergoeding
- Titel 2. Overgang van vorderingen en schulden en afstand van vorderingen
- Titel 3. Onrechtmatige daad
- Titel 4. Verbintenissen uit andere bron dan onrechtmatige daad of overeenkomst
- Titel 5. Overeenkomsten in het algemeen

| Rechtsfeitenschema Nederlands privaat- en publiekrecht                                                    | Rechtsfeitenschema Nederlands privaat- en publiekrecht                                                    | Rechtsfeitenschema Nederlands privaat- en publiekrecht                                                      | Rechtsfeitenschema Nederlands privaat- en publiekrecht                                     | Rechtsfeitenschema Nederlands privaat- en publiekrecht                                     | Rechtsfeitenschema Nederlands privaat- en publiekrecht                                     | Rechtsfeitenschema Nederlands privaat- en publiekrecht                                     | Rechtsfeitenschema Nederlands privaat- en publiekrecht                                     | Rechtsfeitenschema Nederlands privaat- en publiekrecht                                     | Rechtsfeitenschema Nederlands privaat- en publiekrecht                                     | Rechtsfeitenschema Nederlands privaat- en publiekrecht                                     | Rechtsfeitenschema Nederlands privaat- en publiekrecht                                               | Rechtsfeitenschema Nederlands privaat- en publiekrecht                                     | Rechtsfeitenschema Nederlands privaat- en publiekrecht                                                                     | Rechtsfeitenschema Nederlands privaat- en publiekrecht                                                   |
| --- | --- | --- | ------------------------------------------------------------------------------------------ | ------------------------------------------------------------------------------------------ | ------------------------------------------------------------------------------------------ | ------------------------------------------------------------------------------------------ | ------------------------------------------------------------------------------------------ | ------------------------------------------------------------------------------------------ | ------------------------------------------------------------------------------------------ | ------------------------------------------------------------------------------------------ | --- | ------------------------------------------------------------------------------------------ | --- | --- |
| Feiten (gebeurtenissen, omstandigheden, handelingen, tijdsverlopen)                                       | | |                                                                                            |                                                                                            |                                                                                            |                                                                                            |                                                                                            |                                                                                            |                                                                                            |                                                                                            | |                                                                                            | | |
| Rechtsfeiten (gebeurtenissen, omstandigheden, handelingen, tijdsverlopen met rechtsgevolg)                | Rechtsfeiten (gebeurtenissen, omstandigheden, handelingen, tijdsverlopen met rechtsgevolg)                | Rechtsfeiten (gebeurtenissen, omstandigheden, handelingen, tijdsverlopen met rechtsgevolg)                  | Rechtsfeiten (gebeurtenissen, omstandigheden, handelingen, tijdsverlopen met rechtsgevolg) | Rechtsfeiten (gebeurtenissen, omstandigheden, handelingen, tijdsverlopen met rechtsgevolg) | Rechtsfeiten (gebeurtenissen, omstandigheden, handelingen, tijdsverlopen met rechtsgevolg) | Rechtsfeiten (gebeurtenissen, omstandigheden, handelingen, tijdsverlopen met rechtsgevolg) | Rechtsfeiten (gebeurtenissen, omstandigheden, handelingen, tijdsverlopen met rechtsgevolg) | Rechtsfeiten (gebeurtenissen, omstandigheden, handelingen, tijdsverlopen met rechtsgevolg) | Rechtsfeiten (gebeurtenissen, omstandigheden, handelingen, tijdsverlopen met rechtsgevolg) | Rechtsfeiten (gebeurtenissen, omstandigheden, handelingen, tijdsverlopen met rechtsgevolg) | Rechtsfeiten (gebeurtenissen, omstandigheden, handelingen, tijdsverlopen met rechtsgevolg)           | Rechtsfeiten (gebeurtenissen, omstandigheden, handelingen, tijdsverlopen met rechtsgevolg) | Rechtsfeiten (gebeurtenissen, omstandigheden, handelingen, tijdsverlopen met rechtsgevolg)                                 | Blote feiten (gebeurtenissen, omstandigheden, menselijke handelingen, tijdsverlopen zonder rechtsgevolg) |
| Menselijke handelingen met rechtsgevolg                                                                   | Menselijke handelingen met rechtsgevolg                                                                   | Menselijke handelingen met rechtsgevolg                                                                     | Menselijke handelingen met rechtsgevolg                                                    | Menselijke handelingen met rechtsgevolg                                                    | Menselijke handelingen met rechtsgevolg                                                    | Menselijke handelingen met rechtsgevolg                                                    | Menselijke handelingen met rechtsgevolg                                                    | Menselijke handelingen met rechtsgevolg                                                    | Menselijke handelingen met rechtsgevolg                                                    | Menselijke handelingen met rechtsgevolg                                                    | Menselijke handelingen met rechtsgevolg                                                              | Menselijke handelingen met rechtsgevolg                                                    | Blote rechtsfeiten (feiten met rechtsgevolg, zijnde geen menselijke handelingen) verjaring overlijden geboorte naburigheid | Blote feiten (gebeurtenissen, omstandigheden, menselijke handelingen, tijdsverlopen zonder rechtsgevolg) |
| Rechtshandelingen (menselijke handelingen met beoogd rechtsgevolg)                                        | Rechtshandelingen (menselijke handelingen met beoogd rechtsgevolg)                                        | Rechtshandelingen (menselijke handelingen met beoogd rechtsgevolg)                                          | Rechtshandelingen (menselijke handelingen met beoogd rechtsgevolg)                         | Rechtshandelingen (menselijke handelingen met beoogd rechtsgevolg)                         | Rechtshandelingen (menselijke handelingen met beoogd rechtsgevolg)                         | Rechtshandelingen (menselijke handelingen met beoogd rechtsgevolg)                         | Rechtshandelingen (menselijke handelingen met beoogd rechtsgevolg)                         | Rechtshandelingen (menselijke handelingen met beoogd rechtsgevolg)                         | Rechtshandelingen (menselijke handelingen met beoogd rechtsgevolg)                         | Rechtshandelingen (menselijke handelingen met beoogd rechtsgevolg)                         | Feitelijke handelingen (menselijke handelingen met niet-beoogd rechtsgevolg)                         | Feitelijke handelingen (menselijke handelingen met niet-beoogd rechtsgevolg)               | Blote rechtsfeiten (feiten met rechtsgevolg, zijnde geen menselijke handelingen) verjaring overlijden geboorte naburigheid | Blote feiten (gebeurtenissen, omstandigheden, menselijke handelingen, tijdsverlopen zonder rechtsgevolg) |
| Eenzijdige rechtshandelingen                                                                              | Eenzijdige rechtshandelingen                                                                              | Eenzijdige rechtshandelingen                                                                                | Meerzijdige rechtshandelingen                                                              | Meerzijdige rechtshandelingen                                                              | Meerzijdige rechtshandelingen                                                              | Meerzijdige rechtshandelingen                                                              | Meerzijdige rechtshandelingen                                                              | Meerzijdige rechtshandelingen                                                              | Meerzijdige rechtshandelingen                                                              | Meerzijdige rechtshandelingen                                                              | Onrechtmatige daad veroorzaken ongeluk, gevaarzetting en/of Strafbaar feit moord, doodslag, diefstal | Rechtmatige daad zaakwaarneming, ongerechtvaardigde verrijking, onverschuldigde betaling   | Blote rechtsfeiten (feiten met rechtsgevolg, zijnde geen menselijke handelingen) verjaring overlijden geboorte naburigheid | Blote feiten (gebeurtenissen, omstandigheden, menselijke handelingen, tijdsverlopen zonder rechtsgevolg) |
| Eenzijdige privaatrechtelijke rechtshandeling                                                             | Eenzijdige privaatrechtelijke rechtshandeling                                                             | Eenzijdige publiekrechtelijke rechtshandeling wetgeving besluit met algemene strekking, beschikking, vonnis | Meerzijdige privaatrechtelijke rechtshandeling                                             | Meerzijdige privaatrechtelijke rechtshandeling                                             | Meerzijdige privaatrechtelijke rechtshandeling                                             | Meerzijdige privaatrechtelijke rechtshandeling                                             | Meerzijdige privaatrechtelijke rechtshandeling                                             | Meerzijdige privaatrechtelijke rechtshandeling                                             | Meerzijdige privaatrechtelijke rechtshandeling                                             | Meerzijdige publiekrechtelijke rechtshandeling afspraak tussen overheidsorganen            | Onrechtmatige daad veroorzaken ongeluk, gevaarzetting en/of Strafbaar feit moord, doodslag, diefstal | Rechtmatige daad zaakwaarneming, ongerechtvaardigde verrijking, onverschuldigde betaling   | Blote rechtsfeiten (feiten met rechtsgevolg, zijnde geen menselijke handelingen) verjaring overlijden geboorte naburigheid | Blote feiten (gebeurtenissen, omstandigheden, menselijke handelingen, tijdsverlopen zonder rechtsgevolg) |
| Gerichte eenzijdige privaatrechtelijke rechtshandeling aanbod, aanvaarding, opzegging arbeidsovereenkomst | Ongerichte eenzijdige privaatrechtelijke rechtshandeling wilsbeschikking, verwerping/ aanvaarding erfenis | Eenzijdige publiekrechtelijke rechtshandeling wetgeving besluit met algemene strekking, beschikking, vonnis | Privaatrechtelijke overeenkomsten                                                          | Privaatrechtelijke overeenkomsten                                                          | Privaatrechtelijke overeenkomsten                                                          | Privaatrechtelijke overeenkomsten                                                          | Privaatrechtelijke overeenkomsten                                                          | Privaatrechtelijke overeenkomsten                                                          | Overige privaatrechtelijke meerzijdige rechtshandelingen                                   | Meerzijdige publiekrechtelijke rechtshandeling afspraak tussen overheidsorganen            | Onrechtmatige daad veroorzaken ongeluk, gevaarzetting en/of Strafbaar feit moord, doodslag, diefstal | Rechtmatige daad zaakwaarneming, ongerechtvaardigde verrijking, onverschuldigde betaling   | Blote rechtsfeiten (feiten met rechtsgevolg, zijnde geen menselijke handelingen) verjaring overlijden geboorte naburigheid | Blote feiten (gebeurtenissen, omstandigheden, menselijke handelingen, tijdsverlopen zonder rechtsgevolg) |
| Gerichte eenzijdige privaatrechtelijke rechtshandeling aanbod, aanvaarding, opzegging arbeidsovereenkomst | Ongerichte eenzijdige privaatrechtelijke rechtshandeling wilsbeschikking, verwerping/ aanvaarding erfenis | Eenzijdige publiekrechtelijke rechtshandeling wetgeving besluit met algemene strekking, beschikking, vonnis | Verbintenisscheppende (obligatoire) overeenkomst                                           | Verbintenisscheppende (obligatoire) overeenkomst                                           | Goederenrechtelijke overeenkomst levering, cessie                                          | Bevrijdende (liberatoire) overeenkomst kwijtschelding, afstand                             | Familierechtelijke overeenkomst huwelijksvoorwaarden                                       | Overige overeenkomsten                                                                     | Overige privaatrechtelijke meerzijdige rechtshandelingen                                   | Meerzijdige publiekrechtelijke rechtshandeling afspraak tussen overheidsorganen            | Onrechtmatige daad veroorzaken ongeluk, gevaarzetting en/of Strafbaar feit moord, doodslag, diefstal | Rechtmatige daad zaakwaarneming, ongerechtvaardigde verrijking, onverschuldigde betaling   | Blote rechtsfeiten (feiten met rechtsgevolg, zijnde geen menselijke handelingen) verjaring overlijden geboorte naburigheid | Blote feiten (gebeurtenissen, omstandigheden, menselijke handelingen, tijdsverlopen zonder rechtsgevolg) |
| Gerichte eenzijdige privaatrechtelijke rechtshandeling aanbod, aanvaarding, opzegging arbeidsovereenkomst | Ongerichte eenzijdige privaatrechtelijke rechtshandeling wilsbeschikking, verwerping/ aanvaarding erfenis | Eenzijdige publiekrechtelijke rechtshandeling wetgeving besluit met algemene strekking, beschikking, vonnis | Wederkerige overeenkomst koop, huur                                                        | Eenzijdige overeenkomst schenking, bewaarneming                                            | Goederenrechtelijke overeenkomst levering, cessie                                          | Bevrijdende (liberatoire) overeenkomst kwijtschelding, afstand                             | Familierechtelijke overeenkomst huwelijksvoorwaarden                                       | Overige overeenkomsten                                                                     | Overige privaatrechtelijke meerzijdige rechtshandelingen                                   | Meerzijdige publiekrechtelijke rechtshandeling afspraak tussen overheidsorganen            | Onrechtmatige daad veroorzaken ongeluk, gevaarzetting en/of Strafbaar feit moord, doodslag, diefstal | Rechtmatige daad zaakwaarneming, ongerechtvaardigde verrijking, onverschuldigde betaling   | Blote rechtsfeiten (feiten met rechtsgevolg, zijnde geen menselijke handelingen) verjaring overlijden geboorte naburigheid | Blote feiten (gebeurtenissen, omstandigheden, menselijke handelingen, tijdsverlopen zonder rechtsgevolg) |

## België
Het Belgische verbintenissenrecht is opgenomen in boek 5 van het Burgerlijk Wetboek. Rechtshandelingen en rechtsfeiten die zich tot 1 januari 2023 hebben voorgedaan, blijven onderworpen aan het oud Burgerlijk Wetboek, tenzij partijen anders overeenkomen. De verschillen tussen de twee regimes zijn niet heel groot, aangezien het nieuwe recht vooral een codificatie is van ontwikkelingen die zich vanuit de rechtspraak hadden voorgedaan in het oude recht.